# LIUS
LIUS (Lucene Index Update and Search) est une interface Java pour le moteur de recherche Lucene (écrit en Java lui aussi). Elle a été développée par Rida Benjelloun ; la version 1.0 est datée du 6 mars 2007. LIUS permet d’indexer des fichiers XML, HTML, Word, Excel, PowerPoint, RTF, PDF, ZIP, Txt, OpenOffice et MP3.
L'intégration de LIUS dans un programme Java permet de déployer rapidement un moteur de recherche en local ou sur un site web.
Le répertoire 'lib' contient toutes les bibliothèques Java (PDFBox, poi, xalan...) qui permettent l'indexation des différents types de documents. Le bon indexeur est appliqué en fonction du type MIME du fichier.